# Friendica
Friendica (conocida anteriormente como Friendika) es una red social distribuida basada en software libre y de código abierto. Enfatiza los extensos ajustes de privacidad, y la sencilla instalación. Su objetivo es ser capaz de federar con la mayor cantidad posible de redes sociales.

## Características
Friendica asegura ser descentralizada, de código abierto, segura, privada, modular, extensible, no incorporada y federada.
Actualmente, los usuarios de Friendica pueden integrar sus contactos de Facebook, Twitter, Diaspora, StatusNet y otros servicios en sus actividades sociales. La comunicación es bidireccional, siempre que sea posible. Es también factible incluir contactos de correo electrónico. De manera adicional, los conectores permiten las publicaciones cruzadas, entre distintas plataformas de blog, como Wordpress.

## Desarrollo
No existe ninguna corporación detrás de Friendica. Los desarrolladores son voluntarios, y el proyecto se mantiene de manera informal, utilizando la plataforma misma para comunicarse y compartir información.
El desarrollo de Friendica comenzó en el año 2010. El desarrollador principal Mike Macgirvin, un exempleado de Netscape y creador del cliente de correo electrónico ML, ya había escrito un sistema de gestión de contenidos con funciones sociales llamado PurpleHaze Weblog a partir de 2003. Basándose en las experiencias con este sistema, Macgirvin desarrolló Friendica (originalmente bajo el nombre mistpark) para crear una alternativa a las redes sociales comerciales. Con el tiempo se fueron sumando más desarrolladores al proyecto.
En 2012 Macgirvin dejó el proyecto para desarrollar una bifurcación llamada primero Redmatrix, luego Hubzilla. A diferencia de Friendica, Hubzilla no solamente permite crear una red social distribuida, sino que también actúa como sistema de gestión de contenidos para distintos tipos de sitios y comunidades web cuyos usuarios y canales se pueden conectar entre sí a través de la biblioteca Zot. A partir de la partida de Macgirvin, Friendica es desarrollado por una comunidad de usuarios y desarrolladores.

## Instalación
Los desarrolladores intentan hacer la instalación del servidor simple para los usuarios que posean poca habilidad técnica, argumentando que la descentralización basada en pequeños servidores es una de las claves para salvaguardar la libertad en línea, y la privacidad. Friendica puede incluso ser instalada en hosts compartidos, con un grado de simplicidad similar al de la instalación de Wordpress. Los usuarios son capaces también de elegir unirse a sitios públicos, mantenidos por voluntarios; de tal manera evitando el proceso de instalación por completo.

## Recepción
En febrero de 2012, la revista alemana de computación c't escribió: 

Friendica demuestra cómo las redes sociales pueden ser ampliamente aceptadas.

Otra publicación alemana, la revista profesional t3n listó a la red social como un rival para Facebook, en un artículo en línea acerca de las alternativas a Facebook, en marzo de 2012. Comparó a Friendica con redes sociales similares como Diaspora e identi.ca.
Friendica ha sido avalada por el proyecto de telefonía GNU, comúnmente nombrado GNU SIP Witch.
La red social fue mencionada por Infoshop News como «una alternativa a Google+ y Facebook», para ser utilizada en el movimiento Occupy Nigeria.
La organización Free Software Foundation Europe mencionó en su blog a Friendica, definiéndola como una alternativa a las redes sociales controladas y centralizadas; tales como Facebook o Google+.
El escritor de Biblical Notes, J. Randal Matheny describió a Friendica como: 

Una opción dentro de las redes sociales, que ha estado bajo el radar hasta hace poco, merece ser considerada como una plataforma ya estable, con un amplio rango de opciones, aplicaciones, complementos y posibilidades para hacer el internet más abierto.